# Премисл Бичовски
Премисл Бичовски, (чеш. Přemysl Bičovský; Коштјани, 18. август 1950) је бивши чехословачки фудбалер и тренер. Носилац је златне медаље са Европског првенства 1976. и учесник  је Свјетског првенства у фудбалу 1982. у Шпанији.

## Каријера
Фудбал је почео да игра 1959. године у месту Коштјани на северу Чешке. Као седамнестогодишњак, 1967. године, прелази у прволигашки ФК Теплице у којем је стасао као играчка звијезда. Томе је свакако доприњео и војни рок који је играјући провео у ФК Дукла Праг (1970-1972). Након тога се вратио у Теплице гдје је одиграо још четири године. Након што је 1977. одлучио да промјени клуб, одлази у Праг и са 26 година почиње да игра за ФК Бохемија 1905. За клуб је наступао до 1983. године. Са овим клубом је освојио првенство Чехословачке. Током играчке каријере одиграо је 434 утакмице и постигао 106 лигашких голова што га је свртало у престижан клуб "Лига тобџија". У Аустријској лиги играо је за SC Eisenstadt и VfB Mödling у прве две сезоне био је најбољи стријелац SC Eisenstadt, а у сезони 1987/88био је најбољи стријелац у VfB Mödling. У Аустрији је одиграо 82 утакмице и постигао 24 гола. Такође, са VfB Mödling је играо и у другој аустријској лиги гдје је у две сезоне постигао 13 голова.
Репрезентативну каријеру почео је у омладинском тиму Чехословачке са којим је 1968. освојио титулу европског шампионата до 18. година. За национални тим наступао је од 1970–1983. и одиграо је 45 утакмица у којима је постигао 11 голова. У континуитету је одиграо 26 утакмица што га сврстава међу најбоље чешке репрезентативце свих времена. Носилац је златне медаље са Европског првенства 1976. и учесник  је Свјетског првенства у фудбалу 1982. у Шпанији. Од националног дреса се опростио 21. септембра 1983. у квалификационој утакмици за Европско првенство 1984. против Шведске.
По окончању играчке каријере посветио се тренерском позиву.

## Лигашки учинак
| Сезона                         | Утакмица | Голова | Клуб             |
| ------------------------------ | -------- | ------ | ---------------- |
| 1. чехословачка лига 1967/68   | 15       | 2      | ФК Теплице       |
| 1. чехословачка лига 1968/69   | 25       | 1      | ФК Теплице       |
| 1. чехословачка лига 1969/70   | 28       | 9      | ФК Теплице       |
| 1. чехословачка лига 1970/71   | 29       | 8      | ФК Дукла Праг    |
| 1. чехословачка лига 1971/72   | 30       | 10     | ФК Дукла Праг    |
| 1. чехословачка лига 1972/73]] | 29       | 14     | ФК Теплице       |
| 1. чехословачка лига 1973/74   | 30       | 17     | ФК Теплице       |
| 1. чехословачка лига 1974/75   | 28       | 7      | ФК Теплице       |
| 1. чехословачка лига 1975/76   | 26       | 8      | ФК Теплице       |
| 1. чехословачка лига 1976/77   | 27       | 3      | ФК Бохемија 1905 |
| 1. чехословачка лига 1977/78   | 30       | 6      | ФК Бохемија 1905 |
| 1. чехословачка лига 1978/79   | 19       | 3      | ФК Бохемија 1905 |
| 1. чехословачка лига 1979/80   | 30       | 6      | ФК Бохемија 1905 |
| 1. чехословачка лига 1980/81   | 29       | 4      | ФК Бохемија 1905 |
| 1. чехословачка лига 1981/82   | 30       | 7      | ФК Бохемија 1905 |
| 1. чехословачка лига 1982/83   | 29       | 1      | ФК Бохемија 1905 |
| Бундеслига Аустрије1983/84     | 25       | 10     | SC Eisenstadt    |
| Бундеслига Аустрије 1984/85    | 30       | 7      | SC Eisenstadt    |
| Бундеслига Аустрије 1985/86    | 11       | 1      | SC Eisenstadt    |
| Бундеслига Аустрије 1987/88    | 16       | 6      | VfB Mödling      |
| УКУПНО 1. чехословачка лига    | 434      | 106    |                  |
| УКУПНО Бундеслига Аустрије     | 82       | 24     |                  |